# إلويز مينيون
إلويز مينيون (Eloise Mignon) ممثلة أسترالية شاركت في مسلسل تلفزيوني أسترالي موجه للأطفال يدعى الشمس الفضية.

## روابط خارجية
- إلويز مينيون على موقع IMDb (الإنجليزية)
- إلويز مينيون على موقع قاعدة بيانات الفيلم (الإنجليزية)